# El grito
El grito es el título de cuatro cuadros del noruego Edvard Munch. La versión más famosa se encuentra en la Galería Nacional de Noruega y fue completada en 1893. Otras dos versiones del cuadro se encuentran en el Museo Munch, también en Oslo, mientras que la cuarta versión pertenece a una colección particular. En 1895, Munch realizó también una litografía con el mismo título.
En los últimos años, la obra, en dos versiones diferentes, ha sido objeto de robos de gran repercusión mediática. La versión más conocida, la de la Galería Nacional, fue robada en febrero de 1994, y fue recuperada en una acción policial doce semanas más tarde. En agosto de 2004 se produjo el robo de una de las versiones expuestas en el Museo Munch. Dos años después, el 31 de agosto de 2006 la policía noruega anunció la recuperación de la pintura, en buen estado. 
La versión que llevaba 70 años en manos del noruego Petter Olsen, cuyo padre había sido vecino, amigo y luego mecenas de Munch, fue subastada el 2 de mayo de 2012 por 119,9 millones de dólares, en la casa Sotheby's de Nueva York, convirtiéndose así en la obra más cara vendida en una subasta.
Todas las versiones del cuadro muestran una figura andrógina en primer plano, que simboliza a un hombre moderno en un momento de profunda angustia y desesperación existencial. El paisaje del fondo es Oslo visto desde la colina de Ekeberg. El grito está considerado como una de las más importantes obras del artista y del movimiento expresionista, constituyendo una imagen de icono cultural, semejante al de la Gioconda de Leonardo da Vinci.
El cuadro es abundante en colores cálidos de fondo, luz semioscura y la figura principal es una persona en un sendero con vallas que se pierde de vista fuera de la escena. Esta figura está gritando, con una expresión de desesperación. En el fondo, casi fuera de escena, se aprecian dos figuras con sombrero que no se pueden distinguir con claridad. El cielo parece fluido y arremolinado, igual que el resto del fondo.

## Historia

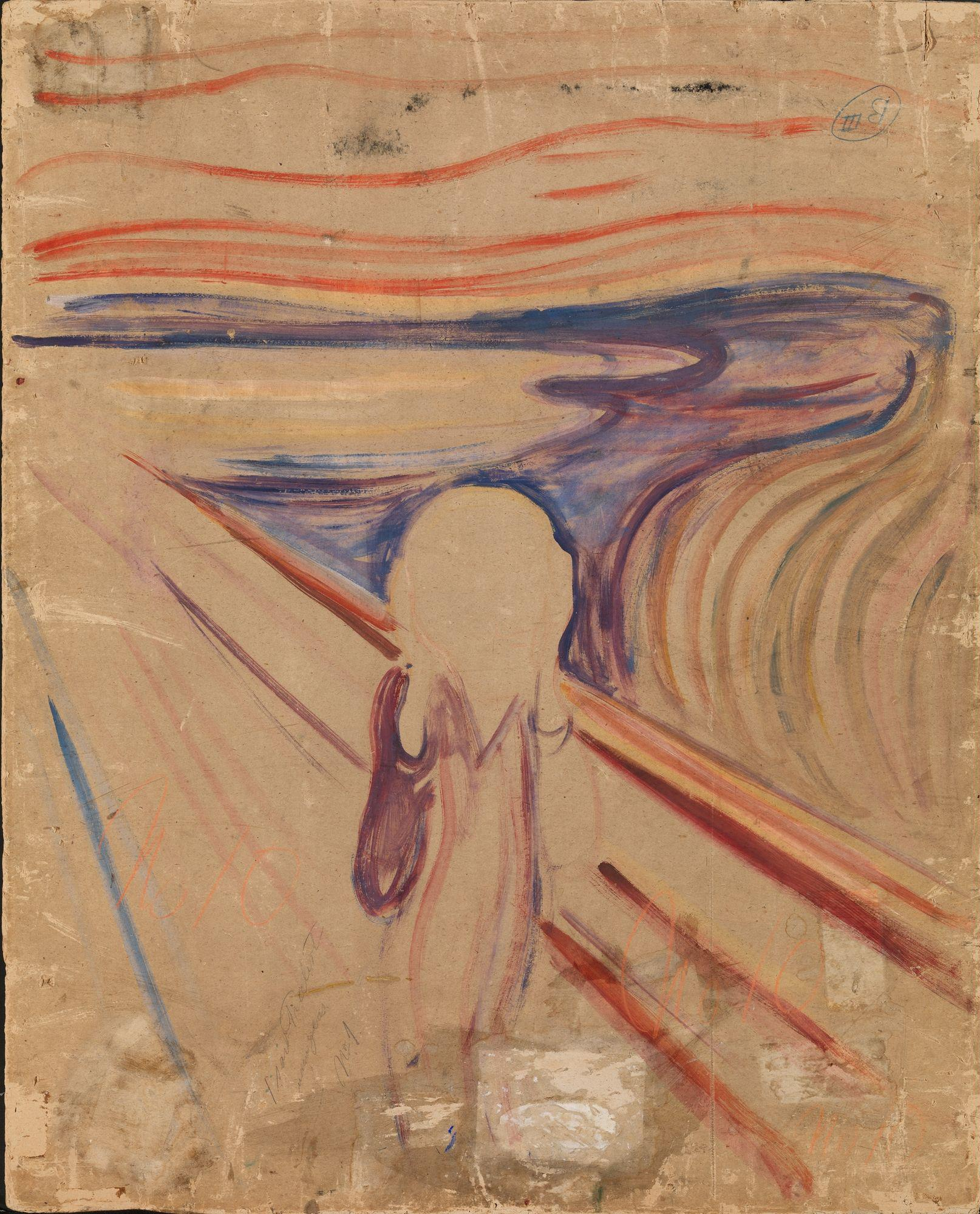
Boceto para El grito (1893, reverso), témpera sobre cartón, 91 × 73,5 cm, Galería Nacional Noruega

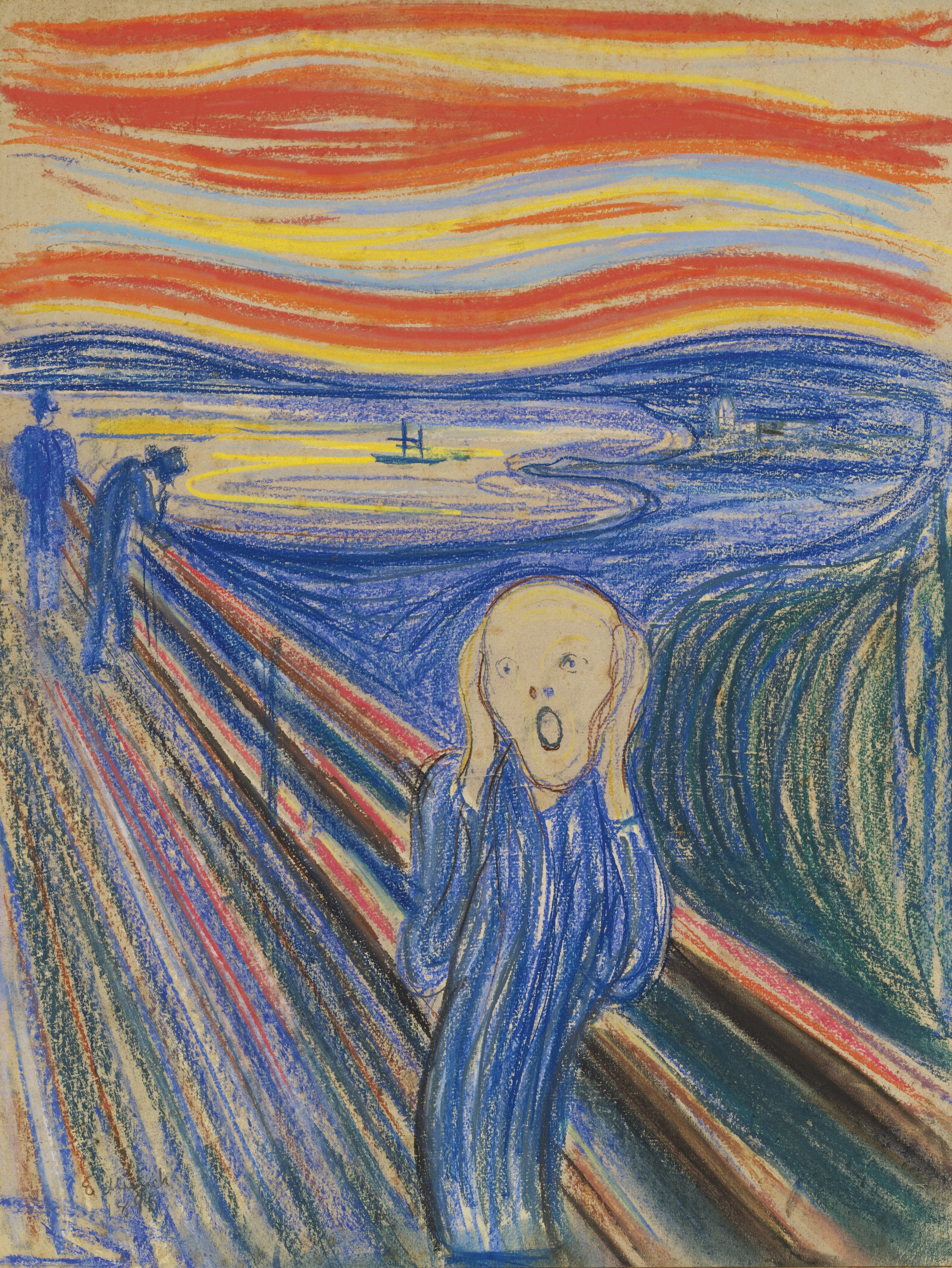
El grito (1895), pastel sobre cartón, 79 × 59 cm, colección particular

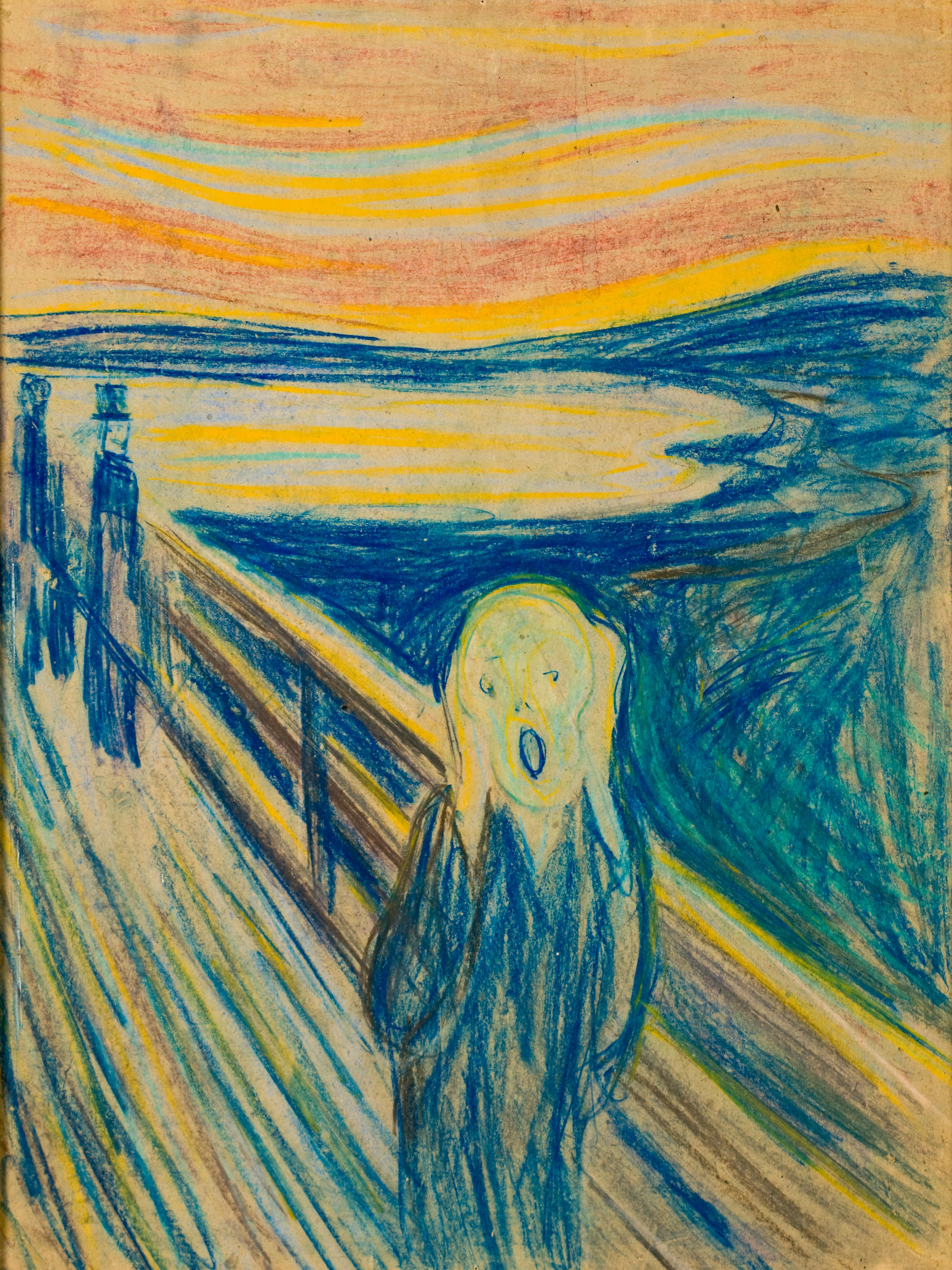
El grito (1893), pastel sobre cartón, 74 × 56 cm, Museo Munch de Oslo

La fuente de inspiración para El grito podría encontrarse quizás, en la atormentada vida del artista, un hombre educado por un padre severo y rígido que, siendo niño, vio morir a su madre y a una hermana de tuberculosis. En la década de 1890, a Laura, su hermana favorita, le diagnosticaron un trastorno bipolar y fue internada en un psiquiátrico. El estado anímico del artista queda reflejado en estas líneas, que Munch escribe en su diario hacia 1892:

Paseaba por un sendero con dos amigos; el sol se puso. De repente, el cielo se tiñó de rojo sangre, me detuve y me apoyé en una valla muerto de cansancio: sangre y lenguas de fuego acechaban sobre el azul oscuro del fiordo y de la ciudad. Mis amigos continuaron y yo me quedé quieto, temblando de ansiedad. Sentí un grito infinito que atravesaba la naturaleza.

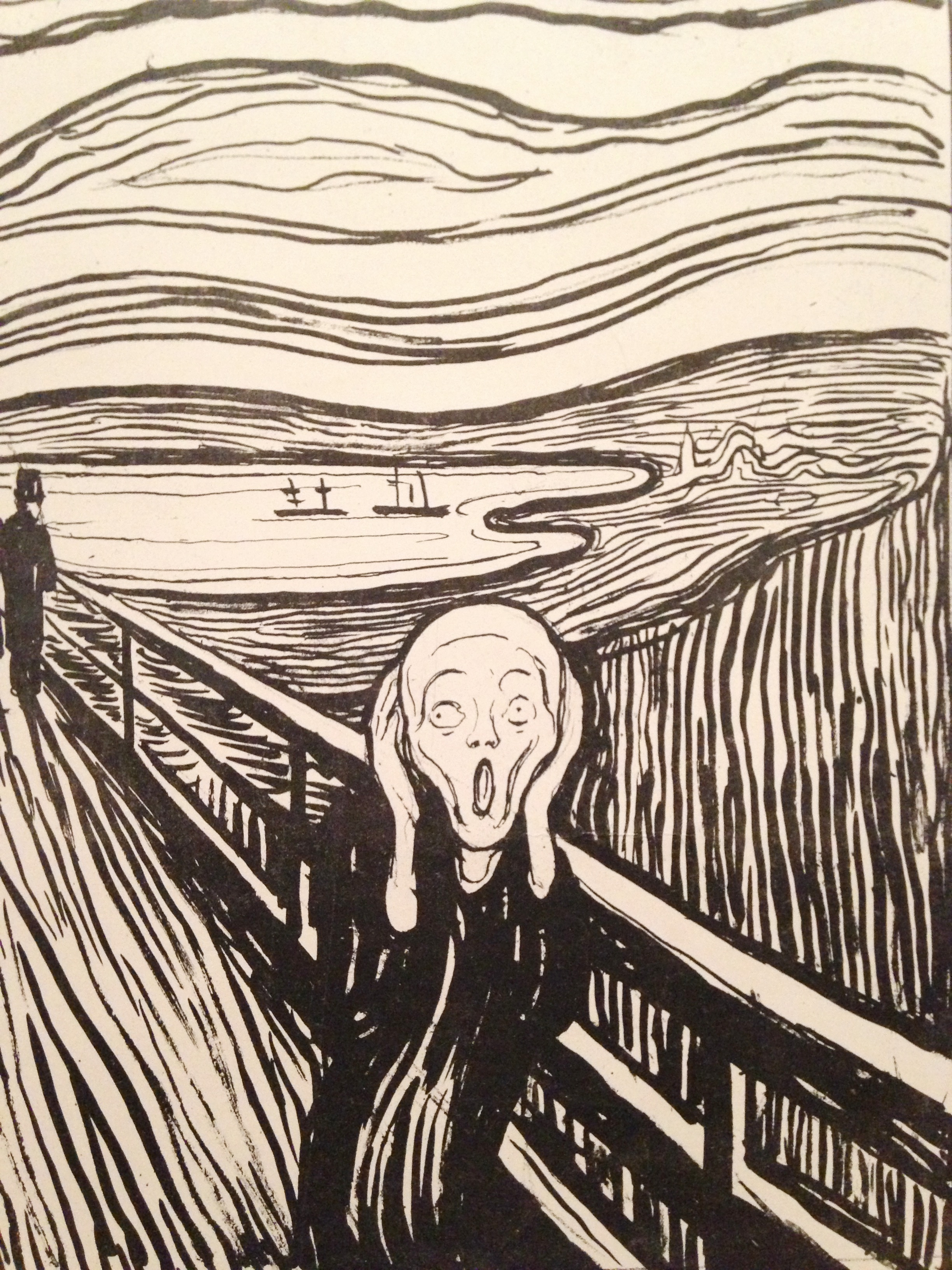
Versión litográfica del cuadro aparecida en La Revue Blanche en 1895

Munch inmortalizó esta impresión en el cuadro La desesperación, que representa a un hombre con un sombrero de copa, de medio lado, inclinado sobre una barandilla y en un escenario similar al de su experiencia social. 
No muy contento con el resultado, Munch pinta un nuevo cuadro, esta vez con una figura más andrógina, de frente, mostrando el rostro, y con una actitud menos contemplativa y más activa y desesperada. Lo mismo que la anterior, esta primera versión de El grito, se llamó La desesperación. Según detalla Robert Rosenblum (un especialista de la obra del pintor), la fuente de inspiración para esta estilizada figura humana podría haber sido una momia peruana que Munch vio en la Exposición Universal de París en 1889.
El cuadro fue expuesto por primera vez en 1893, formando parte de un conjunto de seis piezas titulado Amor. La idea de Munch era la de representar las distintas fases de un idilio, desde el enamoramiento inicial a una ruptura dramática. El grito representaba la última etapa, envuelta en angustia.
La obra fue muy bien acogida por la crítica, y el conjunto Amor fue clasificado como arte demente (más tarde, el régimen nazi clasificó a Munch de artista degenerado y retiró todos los cuadros que había en una exposición en Alemania). Un crítico consideró el conjunto, y en particular El grito, tan perturbador, que aconsejó a las mujeres embarazadas que no visitaran la exposición.
La reacción del público fue discrepante y el cuadro se convirtió en motivo de discusión y por primera vez se hace mención de El grito en las críticas y reportajes de la época.
Munch realizó cuatro versiones de El grito. El original de 1893 (91 x 73,5 cm) con una técnica mixta de óleo y pastel sobre cartón, está expuesto en la Galería Nacional de Oslo. La segunda (83,5 x 66 cm) en témpera sobre cartón se exhibió en el Museo Munch de Oslo hasta que fue robado en 2004. La tercera pertenece al mismo museo y la cuarta es propiedad de un particular. Para responder al interés del público, Munch realizó también una litografía (1895) que permitió imprimir el cuadro en revistas y periódicos. El 31 de agosto del 2006 la policía de Oslo anunció que la segunda versión de la obra fue recuperada, junto con la Madonna, otra obra de Edvard Munch también robada en el 2004.

## Robos

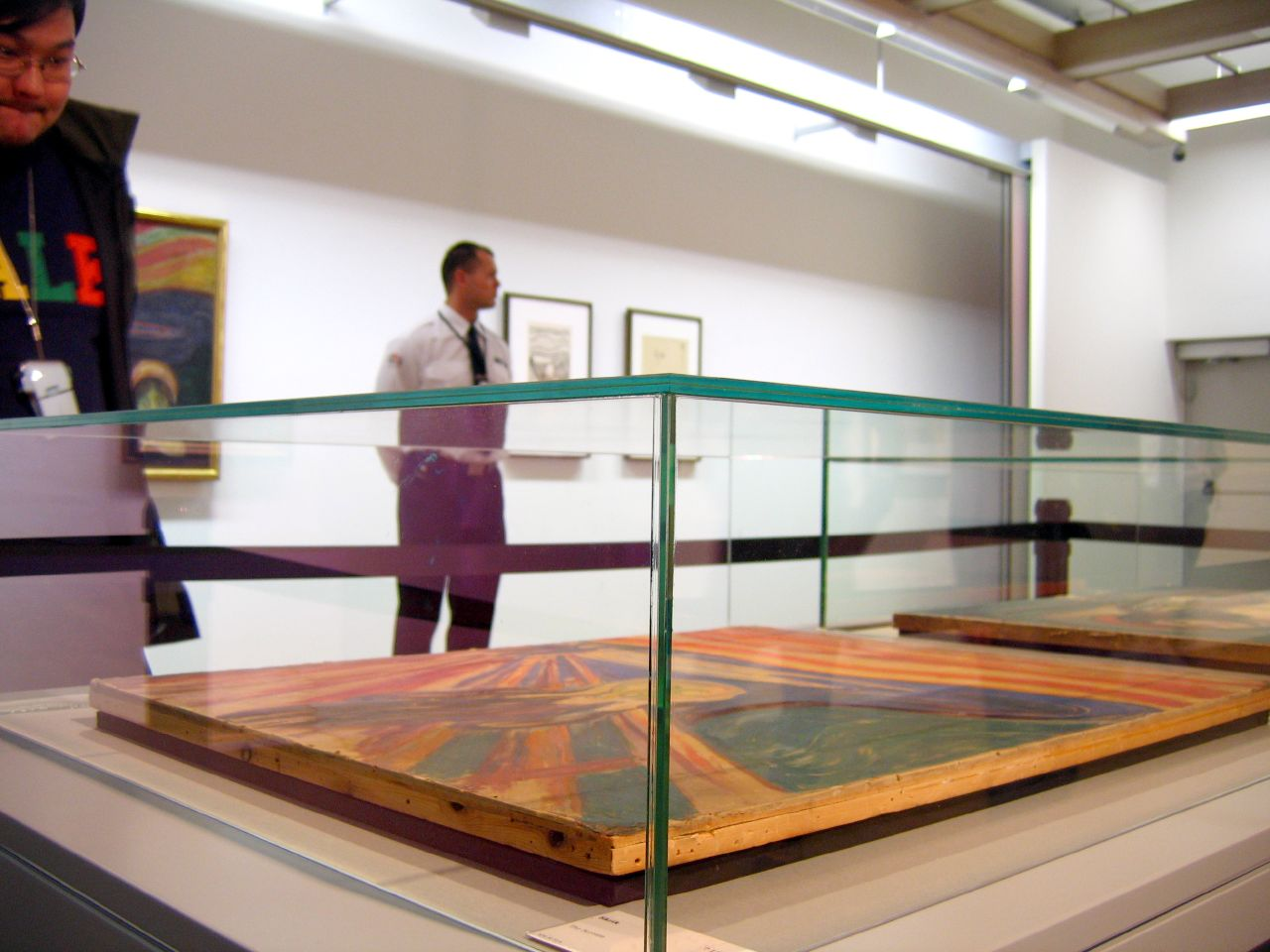
El grito en la Galería Nacional de Noruega (2006)

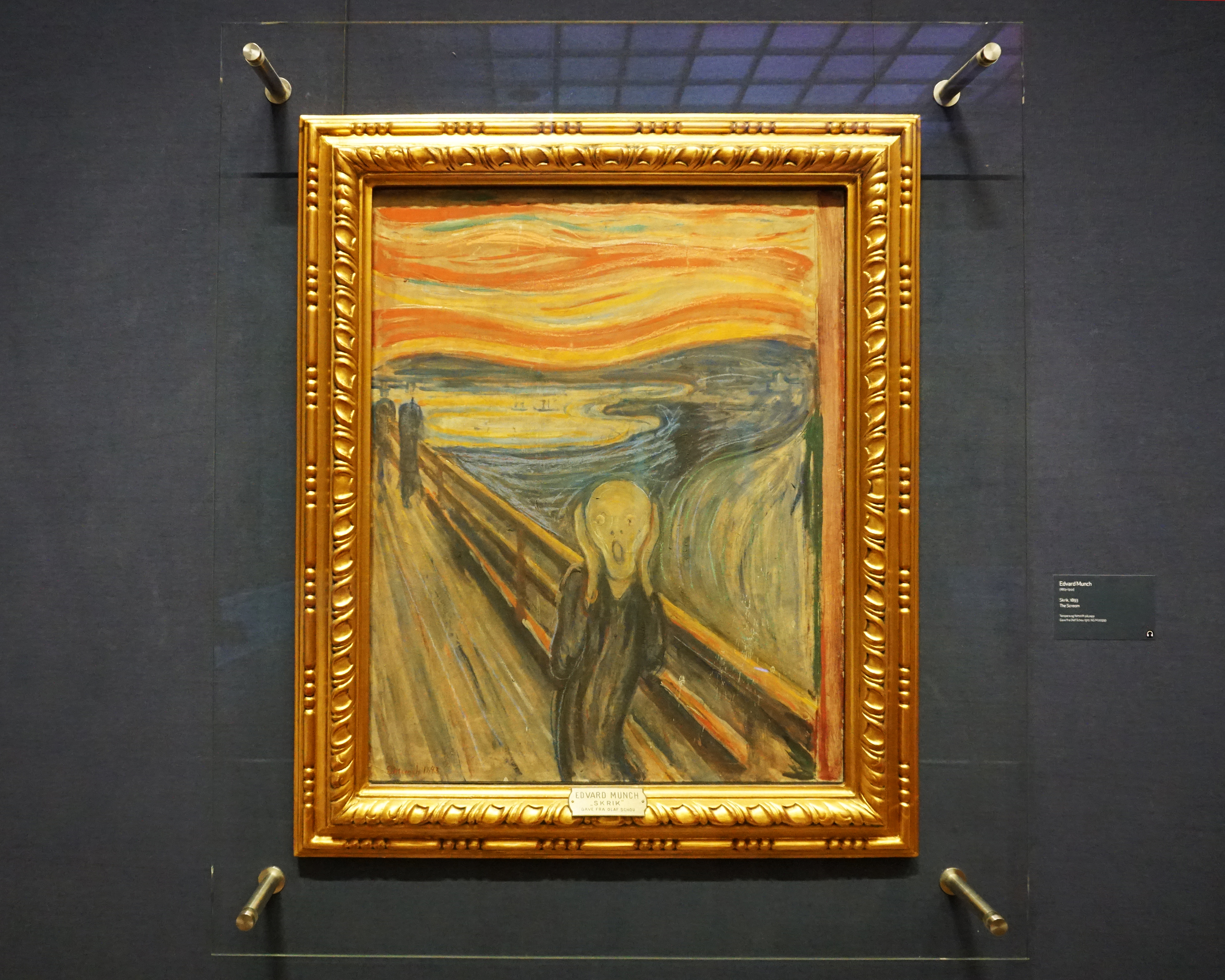
El grito exhibida en 2018 en la Galería Nacional de Noruega

El 12 de febrero de 1994, El grito de la Galería Nacional de Oslo fue robado en pleno día por una banda de ladrones que estaba conformada por los más buscados en la época. En principio se pensó en un grupo antiabortista activo en Noruega, luego se comprobó que había sido una banda encabezada por el ladrón de arte más famoso de Noruega, Pål Enger; tardaron 50 segundos en realizar la operación; él mismo reconoció en su declaración policial escrita que había tenido el cuadro escondido entre las tablas de la mesa del comedor que se permitieron dejar esta nota: «Gracias por la falta de seguridad». Tres meses después los ladrones se dirigieron al gobierno noruego solicitando, por la entrega del cuadro, un millón de dólares estadounidenses. El gobierno rechazó la oferta. El 7 de mayo se recuperó el cuadro en una acción conjunta efectuada por la policía noruega en colaboración con Scotland Yard y el museo Getty.
El 22 de agosto de 2004, la versión expuesta en el Museo Munch fue robada a mano armada por tres hombres enmascarados, junto con la Madonna del mismo autor. El museo esperó una petición de rescate pero ésta nunca llegó. Además se ofreció una recompensa de 97 millones de euros. Según el periódico sueco Svenska Dagbladet, el cuadro habría sido quemado a fin de eliminar pruebas. Los dos cuadros fueron recuperados el 31 de agosto de 2006 por la policía noruega, dos años después de su robo, y en relativo buen estado. Sin embargo, el 20 de diciembre del mismo año se reveló que los expertos del Museo Munch llegaron a la conclusión de que el daño hecho a El grito era irreparable. El deterioro, debido a la humedad en la zona baja de la pintura, causó una decoloración que impide que el cuadro pueda ser completamente restaurado a su perfección original.

## El gritocomo icono
La publicación en La Revue Blanche en diciembre de 1895 de la versión litográfica de El grito, de 1895, marcó el inicio de la estrecha identificación del pintor con esta obra.
A finales del siglo XX, El grito adquirió estatus de icono cultural que comenzó en el período post-Segunda Guerra Mundial. En 1961 la revista Time utilizó El grito en la portada de su edición dedicada a los complejos de culpa y a la ansiedad. Entre 1983 y 1984, el artista pop Andy Warhol realizó una serie de estampaciones en seda sobre las obras de Munch, que incluían El grito. La idea fue desacralizar la pintura convirtiéndola en un objeto de reproducción en masa. 
Característico del arte posmodernista es el irónico e irreverente tratamiento que realiza Erró de la obra cumbre de Munch, en sus acrílicos El segundo grito (1967) y Ding dong (1979).
La reproducción de la obra en toda clase de productos, desde camisetas hasta tazas de cerámica, pósteres, llaveros, etcétera da testimonio de su estatus como icono, así como de la completa desacralización para el público actual. En esa misma línea, se puede comparar con otras obras de arte, convertidas también en iconos, como La Gioconda de Da Vinci. El grito es una obra con gran fuerza emocional, y la banalización de la imagen en la cultura popular se puede interpretar como el intento de desactivar el sentimiento de incomodidad que inevitablemente provoca en el espectador.
El muralista estadounidense Robert Fishbone descubrió un filón en el mercado cuando, en 1991, comenzó a vender muñecas hinchables con la figura central de la obra. Su compañía con sede en San Luis, On The Wall Productions, vendió cientos de miles. Los críticos señalan que, al sacar la figura de contexto, Fishbone ha destruido la unidad de la obra de Munch, neutralizando, de este modo, su fuerza expresiva.[cita requerida]
El pintor mexicano Mauricio García Vega también tiene una versión de "El Grito" en blanco y negro.

## Récord de venta en subasta
La versión al pastel sobre tabla de 1895 de la obra, propiedad del empresario noruego Petter Olsen, se vendió en Sotheby's de Londres por un precio récord de casi 120 millones de dólares en subasta el 2 de mayo de 2012. La puja comenzó en 40 millones de dólares y duró más de 12 minutos cuando el empresario estadounidense Leon Black por teléfono dio la oferta final de 119.922.500 dólares, incluyendo la prima del comprador. Sotheby's dijo que la obra era la más colorida y vibrante de las cuatro versiones pintadas por Munch y la única cuyo marco fue pintado a mano por el artista para incluir su poema, detallando la inspiración de la obra. Tras la venta, el subastador de Sotheby's Tobias Meyer dijo que la obra "valía cada centavo", añadiendo: "Es uno de los grandes iconos del arte en el mundo y quien lo haya comprado debe ser felicitado"."
El anterior récord de la obra de arte más cara vendida en una subasta lo tenía Desnudo, hojas verdes y busto de Picasso, que se vendió por 106,5 millones de dólares en Christie's dos años antes, el 4 de mayo de 2010. En 2018, este pastel sigue siendo el cuarto precio nominal más alto pagado por un cuadro en subasta.